# Callipero bella
Callipero bella är en skalbaggsart som beskrevs av Bates 1864. Callipero bella ingår i släktet Callipero och familjen långhorningar.
Artens utbredningsområde är Guyana. Inga underarter finns listade.